# Temelucha fuscalata
Temelucha fuscalata là một loài tò vò trong họ Ichneumonidae.